# التغير المناخي والصناعة والمجتمع
هذه المقالة عن التغير المناخي والصناعة والمجتمع

## الأنظمة والقطاعات

### الصحة
يتعرض البشر لآثار التغير المناخي بصورة مباشرة من خلال أنماط طقسية متقلبة (كدرجات الحرارة وهطول الأمطار وارتفاع مستوى سطح البحر وزيادة معدل الظروف المتطرفة)، وبصورة غير مباشرة من خلال تغيُّرات في جودة الماء والهواء والغذاء، وفي الأنظمة البيئية والزراعة والصناعة والمستوطنات والاقتصاد (كُنفلونيري ومَن معه، 2007:393). آثار التغير المناخي طفيفة حتى الآن في تقدير كُنفلونيري ومن معه (2007:393)، لكن يُتوقَّع ازديادها تدرُّجيًّا في الكوكب كله.
انتهى كُنفلونيري ومن معه (2007:393) –بثقة عالية– إلى أن التغير المناخي غيّر التوزُّع الموسمي لبعض أنواع حبوب اللقاح المثيرة للحسّاسية، وانتهوا -بثقة متوسطة- إلى أنه:
- غيّر توزُّع بعض ناقلات الأمراض المُعدية.
- زاد الوفيات المتصلة بموجات الحرارة.

وأما اللجنة الدولية للتغيرات المناخية (2007 دي:48) فتوقعت بثقة عالية أن:
- الحالة الصحية لملايين البشر ستتأثر مثلًا بتفاقُم سوء التغذية، وزيادة في الوفيات والأمراض والإصابات من جراء الظروف الطقسية المتطرفة، وزيادة وطأة أمراض الإسهال، وزيادة معدل أمراض القلب والجهاز التنفسي، لزياد تركيز الأوزون في الطبقة الجوية الأرضية في المناطق الحضرية المتصلة بالتغير المناخي، وتغير التوزُّع المكاني لبعض الأمراض المعدية،
- التغير المناخي سيعود ببعض النفع على الأماكن المعتدلة، منها نقصان الوفيات من جراء البرودة، وآثار مختلطة كالتغيرات في مدى الملاريا وانتشارها في إفريقيا. وعمومًا توقعت اللجنة (2007 دي:48) أن المنافع ستفوقها المضارّ الصحية لارتفاع درجات الحرارة، خصوصًا في الدول النامية.

أيضًا خلَص كُنفلونيري ومن معه بثقة عالية إلى أن التطور الاقتصادي عامل مهمّ للتأقلم المحتمَل مع التغير المناخي. لكن النمو الاقتصادي في حد ذاته لم يُعد كافيًا ليحُول بين البشر والأمراض والإصابات من جراء التغير المناخي. وأما طريقة حدوث النمو الاقتصادي نفسها فعُدت مهمة، إلى جانب كيفية توزُّع ثمار النمو في المجتمع. من العوامل الأخرى التي ذُكرت أهميتها لصحة الناس: التعليم والرعاية الصحية والبنية التحتية الصحية العامة.
في ورقة بحثية نشرها أكاديميون من كلية لندن الجامعية في 2009، جاء أن خطر التغير المناخي والاحتباس الحراري أكبر خطر على الصحة في القرن الحادي والعشرين.

### سوء التغذية
توقع كُنفلونيري ومن معه (2007) بثقة عالية أن سوء التغذية سيزداد بازدياد التغير المناخي. وهذه الوُصلة مرتبطة بتقلب المناخ وتغيره. الجفاف يقلل التنوع في الطعام، ويقلل الاستهلاك عمومًا. وهذا قد يسبب نقصًا في المغذيات الصغرى.
أعدت منظمة الصحة العالمية (كامبل لِندرَم ومن معه، 2003) تقديرًا إقليميًّا وعالميًّا، لتحديد مقدار انتشار المرض والوفيات مبكرًا من جراء عدة عوامل، منها التغير المناخي. سُجلت توقعات عن آثار التغير المناخي المستقبلية. وأُدرجت في التقديرات تعديلات تأقلُمية محدودة. الأخطار النسبية المتوقَّعة من جراء التغير المناخي في 2030 مختلفة بحسب النتائج الصحية والمنطقة. كانت الأخطار سلبية جدًّا، وأكبر وطأة مَرَضية متوقعة كانت من تفاقم سوء التغذية وأمراض الإسهال. وأغلب الزيادة المتوقعة كان بين منخفِضي الدخل الذين يرزحون بالفعل تحت وطأة مَرَضية كبيرة.

### الحوادث المتطرفة
توقع كُنفلونيري ومن معه (2007) بثقة عالية أن التغير المناخي سيزيد الوفيات والمرضى والمصابين من جراء موجات الحر والفيضانات والعواصف والحرائق والجفاف.

### الفيضانات والكوارث الطقسية
الفيضانات حوادث احتمالها ضعيف، تأثيرها عنيف، يسعها غمر البنية التحتية والمجتمعات عمومًا. وقد نوّه كُنفلونيري ومن معه (2007) بوقوع كوارث فيضانية وعاصفية كبرى في آخر عقدين.
وأما الكوارث الطقسية فآثارها كبيرة غير متساوية التوزُّع. فقد تَبيَّن مثلًا أنها تزيد العنف المنزلي ضد النساء، واضطراب ما بعد الصدمة بينهن. وأما من حيث الوفيات والسكان المتضررون، فأكبر تأثيرات الفيضانات والأعاصير المدارية إنما هي في آسيا الجنوبية وأمريكا اللاتينية. والقابلية للتأثر بالكوارث الطقسية تعتمد على سمات الشخص المتعرض للخطر، كأين يعيش وما سنه، إلى جانب عوامل اجتماعية وبيئية. يتعرض السكان في المناطق الساحلية المنخفضة العالية الكثافة السكانية لوطأة صحية أكبر من جراء الكوارث الطقسية.

### موجات الحر
صارت الأيام الحارة والموجات الحارة في ازدياد. والموجات الحارة هذه متصلة بزيادة ملحوظة في الوفيات. ففي أغسطس 2003 مثلًا أدت موجة حارة في أوروبا إلى وفيات زائدة تبلغ 35,000 حالة تقريبًا.
يُتوقع ازدياد الأمراض والوفيات المتصلة بموجات الحرارة. والوطأة الصحية قد تكون صغيرة نسبيًّا بالنسبة للموجات الحارة المتوسطة في المناطق المعتدلة، لأن الوفيات تحصل أساسًا بين الأشخاص الحساسين المعرضين بالفعل للخطر.

### القحط
من آثار القحط الصحية: الموت وسوء التغذية والأمراض المعدية وأمراض الجهاز التنفسي. في البلدان الواقعة في «حزام التهاب السحايا» جنوب الصحراء الإفريقية الكبرى أعلى نسبة انتشار وبائي وبلاديّ لالتهاب المكورات السحائية في إفريقيا، وإن وُجد الالتهاب أيضًا في الوادي المتصدع والبحيرات العظمى وجنوب إفريقيا. والظاهر أن كلًّا من توزع التهاب المكورات السحائية مكانيًّا وَحِدَّته وموسميته– مرتبط بالعوامل البيئية والمناخية، خصوصًا القحط. وسبب الارتباط غامض حتى الآن.

### الحرائق
يُتوقع أن تؤدي تغيُّرات درجات الحرارة وهطول الأمطار في بعض المناطق إلى زيادة وتيرة الحرائق وحدّتها. حرائق الغابات والأدغال تسبب حروقًا وأضرارًا دخّانية وغير ذلك من الإصابات.

### انتشار الأمراض
قد يوسِّع الاحتباس الحراريُّ المساحات المناسبة لناقلات الأمراض المعدية، كحمى الضنك وفيروس غرب النيل والملاريا. قد يؤدي هذا في البلدان الأفقر إلى ارتفاع معدل الإصابة بتلك الأمراض. وأما البلدان الأغنى التي قُضي فيها على تلك الأمراض أو سُيطر عليها باستعمال اللقاحات وتفريغ المستنقعات واستعمال المبيدات الحشرية، فالعواقب قد يُشعر بها في الاقتصاد أكثر منها في الصحة. ذكرت منظمة الصحة العالمية أن الاحتباس الحراري قد يؤدي إلى زيادة كبيرة في الأمراض المنقولة حشريًّا في بريطانيا وأوروبا، فعندما يَحْترّ شمال أوروبا، سيَقْدِمه القراد -الذي ينقل التهاب الدماغ وداء لايم- والذباب الرملي -الذي ينقل داء الليشمانيات الحشوي-. لكن الملاريا طالما كانت خطرًا في تاريخ أوروبا، فآخر وباءات الملاريا حصلت في هولندا في خمسينيات القرن العشرين. وفي الولايات المتحدة كانت الملاريا مرضًا متوطنًا في 36 ولاية (منها واشنطن وداكوتا الشمالية وميشيغان ونيويورك) حتى أربعينيات القرن العشرين. وفي 1949 أعلن البلد خلوه من الملاريا بوصفها مشكلة صحية كبرى، بعد أن قُدم أكثر من 4,650,000 طلب لرش دي دي تي.
تقدِّر منظمة الصحة العالمية أن 150,000 إنسان يموت سنويًّا «من جراء التغير المناخي»، نصفهم في منطقة آسيا والمحيط الهادئ. وفي إبريل 2008 ذكرت أن عدوى الملاريا الناتجة عن ارتفاع درجات الحرارة يُتوقع ازديادها في مرتفعات بابوا غينيا الجديدة.

### ناقلات الأمراض المعدية
توقع كُنفلونيري ومن معه (2007) أن التغير المناخي سيواصل تغيير أمداء بعض ناقلات الأمراض المعدية. الأمراض المنقولة بالناقلات: أمراض تنتقل بلدغات أنواعٍ مفصليةٍ الأرجل حاملة للمرض، كالبعوض والقراد والفسافس والذباب الرملي والذلفاوات. توجد بعض الأدلة على حدوث تغيرات سبَبُها التغير المناخي في توزع القراد الناقل، وبعض البعوض الناقل (غير الملاريا) في أوروبا وأمريكا الشمالية. ساهم تغيُّر المناخ أيضًا في تغيُّرات بتواريخ التكاثر والهجرة لطيور عديدة. كثير من أنواع الطيور البرية يحمل مسبِّبات المرض البشري، وينقل المُعديات.
حمى الضنك
انتهى كُنفلونيري ومن معه (2007) إلى أن التغير المناخي سيزيد المعرَّضين لحمى الضنك. حمى الضنك أهم مرض ينتشر بالنواقل. ذكرت عدة دراسات ارتباط حمى الضنك بالمناخ، لكن تلك الارتباطات المذكورة غير متسقة تمامًا.